# Voŭpa
Voŭpa (in bielorusso Воўпа?; in polacco Wołpa; in russo Волпа?) è un villaggio del distretto di Vaŭkavysk, nella regione bielorussa di Hrodna.

## Storia
Wołpa era una delle città regie del granducato di Lituania ed era inclusa nel voivodato di Nowogródek. 
Dal 1921 fece parte della ricostituita Polonia. Nel 1945 fu definitivamente annessa all'Unione Sovietica ed inclusa nella RSS Bielorussa.

## Monumenti e luoghi d'interesse
- Chiesa di San Giovanni Battista, è la più grande chiesa cattolica romana in legno della Bielorussia
- Chiesa ortodossa in legno dei SS Pietro e Paolo, del 1859, eretto interamente da un solo falegname locale.

Prima del 1945 nel villaggio esisteva una famosa sinagoga, considerata una delle più belle sinagoghe in legno dell'ex Confederazione polacco-lituana. Nel 2015 è stata realizzata una sua fedele ricostruzione nella cittadina polacca di Biłgoraj.